# Marko Kravos
Marko Kravos [márko krávos], slovenski tržaški pesnik, pisatelj, otroški avtor, esejist in prevajalec, * 16. maj 1943, Montecalvo Irpino, Italija.

## Življenje
Marko Kravos se je rodil 16. maja 1943 v Montecalvu Irpinu v južni Italiji. Šolal se je na slovenski klasični gimnaziji v Trstu. Po končani maturi je študiral slavistiko na Univerzi v Ljubljani, kjer je diplomiral leta 1969.
Leta 1966 je bil soustanovitveni urednik  revije Zaliv in jo sourejal do leta 1970.
Kot docent je vodil oddelek za slovenistiko in predaval o slovenski književnosti na Filozofski fakulteti na Univerzi v Trstu od leta 1996 do 1999 ter bil urednik Založništva tržaškega tiska v Trstu med letoma 1970 in 1993.
Predsedoval je Slavističnemu društvu v Trstu (1977–1988), med letoma 1978 in 1981 Slovenskemu klubu v Trstu in Zvezi slovenskih kulturnih društev v Italiji od 1982 do 1986. V  Sloveniji je ta čas deloval kot tajnik Društva slovenskih pisateljev in bil med letoma 1996 in 2000 predsednik Slovenskega centra PEN.
Leta 1982 je prejel nagrado Prešernovega sklada za pesniško zbirko Tretje oko, leta 1999 je bil nominiran za nagrado Prešernovega sklada za delo Kratki časi – Trst iz žabje perspektive, leta 2000 pa je prejel italijansko državno nagrado Astrolabio d’oro za poezijo.
Izdal je 27 pesniških zbirk in 16 knjig za otroke.
Njegova dela so prevedena v 29 jezikov– največ v angleščino, hrvaščino in italijanščino; obsežnejše objave pa tudi v madžarščino, španščino in ruščino.
Kravos prevaja iz hrvaščine, italijanščine in španščine.

## Nagrade
- 1982 Nagrada Prešernovega sklada za pesniško zbirko Tretje oko
- 2000 Astrolabio d’oro - italijanska nacionalna nagrada za poezijo
- 2007 Premio Reggio Calabria za poezijo
- 2008 Scritture di frontiera, Trst
- 2016 Zlatnik poezije
- 2017 Zlati pegaz za pesništvo na literarnem festivalu Slovanski objem v Varni, Bolgarija
- 2019 Schwentnerjeva nagrada

## Delo

### Lirika
- Trinajst 1966 ali Štirinajst (14 avtorjev), 1966
- Pesem (1969) (COBISS)
- Trikotno jadro (1972) (COBISS)
- Obute in bose (1976) (COBISS)
- Paralele (1977) (COBISS)
- Tretje oko (1979) (COBISS)
- Napisi in nadpisi (1984) (COBISS)
- V znamenju škržata (1985) (COBISS)
- Sredi Zemlje Sredozemlje (1987) (COBISS)
- Ko so nageljni dišali (1988) (COBISS)
- Obzorje in sled (1992) (COBISS)
- Sredi zemlje Sredozemlje (1993) (COBISS)
- Il richiamo del cucolo - Kukavičji klic (1994)
- Krompir na srcu (1996) (COBISS)
- Vreme za pesna - Vreme za pesem (1998)
- Jazonova sled - Le tracce di Giasone - Jazonov trag (2000) (COBISS)
- Sui due piedi (2001) (COBISS)
- Potrkaj na žaro (2001) (COBISS)
- Ljubezenske (2003)
- Med repom in glavo (2008) (COBISS)
- Sol na jezik /Sale sulla lingua (2013)
- V kamen, v vodo (2013)
- Zlato ustje / L’oro in bocca (2017)
- Kot suho zlato (2017)
- Quattro venti / Štirje vetrovi (2019)
- Matični vosek : pesmi in beležke (2020) / (ital. izdaja 2022)

### Proza

#### Proza za odrasle
- Kratki časi - Trst iz žabje perspektive (1999) (COBISS)
- U kratkim hlačicama (2002) (COBISS)

#### Proza za otroke
- Tri pravljice: ena sladka, ena rahla, ena skoraj modra (1991) (COBISS)
- Začarani grad (1993) (COBISS)
- Male zgodbe iz velikega življenja Bineta Brrvinca (1994) (COBISS)
- Ko je zemlja še rasla (1996) (COBISS)
- Hudič iz kravjega jajca in druge mastne zgodbe (1996) (COBISS)
- Zlati rog (2002) (COBISS)
- Škrat Škrip Škrap nagaja rad (2004) (COBISS)
- Podkovani zajec in modra oslica (2005) (COBISS)
- Trst v žepu: pogled na zgodovino od popka dol (2006) (COBISS)
- Ta prave od pet do glave (2010) (COBISS)

#### Prevodi v samostojnih knjižnih izdajah
- Zlati slanik – L’aringa d’oro 1974
- Baside – Besede 1985
- Petrica Kerempuh 1985
- Moj Kras 1988
- Zimska pravljica 1990
- Per certi versi – Po drugi strani 1995
- V tem strašnem času 1995
- La peicia 1996
- Moja vojna 2001
- Libertades minimas – Prostodušne malenkosti 2003
- Dis ale sole e di altre parole – Iz soli in sonca in drugih besed; la nuova generazione in poesia a Trieste: nova generacija v tržaški poeziji 2004
- Plastične pregrade, kljubovalno cvetličenje – Sintetiche siepi, ostinate inflorazioni 2007

### Radijske igre za otroke
- Govoreča žogica 1972
- Začarani grad 1993
- Deček s piščalko 1994
- Hudič iz kravjega jajca 1994
- Zlati rog 1995
- Škrip Škrap in krona neumnosti 1997
- Lunino jajce iz Postojnske jame 2000

### Radijske igre za odrasle
- Zlato runo – slovenska vrata v svet (2002)